# Fürstlich Fürstenbergische Brauerei
Fürstlich Fürstenbergische Brauerei is een Duitse bierbrouwerij uit Donaueschingen. De brouwerij bestaat sinds 1283 en maakt sinds 2005 deel uit van Brau Holding International, waarin Heineken met iets minder dan 50% deelneemt. Het bekendste merk Fűrstenberg is vooral regionaal bekend in het Schwarzwald.

## Assortiment
- Export original
- Weizen hefe hell
- Weizen hefe dunkel
- Weizen kristall
- Winterbier
- Brau Antonius 1823
- Premium Pilsener
- Alkoholfrei
- Radler
- Frei Zitrus Radler
- Edelbräu
- Qowaz